# Nivaldo Soares
André Nivaldo Jager Soares (Uruguaiana, 5 de agosto de 1926 - Porto Alegre, 17 de outubro de 2019) foi um político brasileiro. Foi deputado estadual pelo Rio Grande do Sul entre 1971 e 1986, quando deixou o Legislativo gaúcho para assumir como prefeito de Uruguaiana, na fronteira oeste do Estado. morreu aos 93 anos de problemas broncopulmonares.